# Graciano López Jaena

Graciano Lopez Jaena

Graciano López Jaena (Jaro, 18 december 1856 – Barcelona, 20 januari 1896) was een Filipijns revolutionair en een nationale held. Hij stond bekend als een uitstekende redenaar en was oprichter en redacteur van La Solidaridad, de krant van de Filipijnse Propaganda Movement.

## Biografie
Graciano López Jaena werd geboren in Jaro, een plaats die tegenwoordig onderdeel uitmaakt van Iloilo City. Zijn ouders waren Placido López en Maria Jacobe Jaena. López Jaena volgde vanaf zijn zesde jaar onderwijs aan het Colegio Provincial onder leiding van Fr. Francisco Jayme. In 1869 begon hij aan een studie op het Seminario de San Vicente Ferrer in Jaro. Hoewel hij uitstekende resultaten behaalde bij zijn studie theologie, wilde hij liever dokter worden. Hij vertrok naar Manilla, waar hij bij de University of Santo Tomas echter geweigerd werd, omdat hij niet de vereiste vooropleiding voltooid had. Daarop meldde hij zich bij het San Juan de Dios Hospital waar hij twee jaar werkte als stagiair.
Terug in zijn geboorteplaats werkte hij zonder diploma behaald te hebben als dokter, waarbij hij de arme lokale bevolking gratis verzorgde. Hij raakte in diskrediet bij de Spaanse autoriteiten toen hij weigerde te getuigen dat enkele gevangen in de lokale gevangenis overleden waren op natuurlijk wijze, terwijl duidelijk was dat ze mishandeld waren. In 1874 schreef hij de satire Fray Butod (dikbuikige frater), over de hebberigheid, de luiheid en wreedheid van de Spaanse geestelijken. Deze en andere door hem gepubliceerde teksten maakten zijn leven in de Filipijnen onmogelijk. In 1879 zag hij zich wegens doodsbedreigingen gedwongen om naar Spanje te vluchten.
Hij arriveerde in 1880 in Spanje, waar hij met hulp van kolonel Enrique Fajardo medicijnen kon gaan studeren aan de universiteit van Valencia. Zijn streven naar hervormingen in de Filipijnen hield hem af van zijn studie. Hij schreef artikelen voor kranten en tijdschriften uit Madrid en Barcelona, waarin hij pleitte voor hervormingsmaatregelen in de Filipijnse kolonie. Ook schreef hij over de economie in de Filipijnen en het lokale bestuur daar. Naast de artikelen hield hij veelvuldig speeches bij allerlei gelegenheden. López Jaena had zich aangesloten bij de Propaganda Movement, een culturele en literaire beweging die streefde naar hervormingen in de Filipijnen. In 1889 richtte hij de krant La Solidaridad op, als officieel iedere twee wekelijks uitkomend blad van de beweging. Naast redacteur was hij tevens schrijver van artikelen.
Gedurende zijn periode in Spanje kreeg López Jaena regelmatig geld toegezonden door familieleden uit de Filipijnen. Toen deze echter bedreigd werden, stopten de toelages. Daarop keerde hij in 1890, gebruik makend van een valse naam, terug in de Filipijnen, om meer geld voor hun activiteiten los te krijgen. De Spaanse autoriteiten kregen echter lucht van zijn bijeenkomsten met sympathisanten. Hij vluchtte daarop naar Hongkong, waar hij tot 1891 bleef, om daarna weer naar Spanje te reizen. Daar richtte hij de krant El Latigo Nacional op, die echter niet lang zou bestaan. In 1896 overleed López Jaena op 39-jarige leeftijd in Barcelona aan de gevolgen van tuberculose.